# 洪辰
洪辰（cici hong，1991年10月9日—），汉族，中國大陆歌手，2011年参加湖南卫视主办的《2011超级女声》获得杭州赛区冠军、全国亚军，赛后签约天娱传媒。2012年发行首张个人EP《72小姐》。2016發行個人第2張EP《界》

## 主要经历

### 出道之前
1991年，出生于江苏省常州市武进区；
2009年，参加湖南卫视《2009快乐女声》晋级沈阳赛区20强、全国300进60突围赛被淘汰；同年参加江苏卫视《绝对唱响》比赛晋级天津赛区4强；
2010年，参加东方卫视《咪咕明星学院》晋级总决赛10强；同年参加台湾《超级星光大道》第七届的比赛获得通往台湾录影由于签证问题没去，后来在《超级星光大道第七届》以踢馆选手身份参加踢馆；
2011年，和朋友以组合身份参加青海卫视《花儿朵朵》腾讯网络赛区晋级全国突围赛（后退赛）；

### 快乐女声
2011年，作为2009快女全国300强选手的洪辰再次参加《2011快乐女声》并获得杭州赛区冠军，经过一路过关斩将最后获得全国亚军的好成绩，随后签约天娱传媒公司，发行单曲《爱多少》；

### 成名之后
成名之后的洪辰随后参加2011快乐女声全国巡回演唱会，2011年湖南卫视跨年晚会；
2012年，发行首张个人ep专辑《72小姐》，同年8月12日，在北京举行Vee.live-洪辰个人演唱会；
2013年，获得中央电视台“2013年度CCTV光荣绽放十大新锐歌手”奖；
2014年，担任中央电视台《一起音乐吧》栏目长期驻唱嘉宾。

## 音乐作品

### 专辑/EP
| 专辑数量 | 专辑名称   | 专辑类型 | 发行公司 | 发行日期   | 专辑曲目                                                                   |
| -------- | ---------- | -------- | -------- | ---------- | -------------------------------------------------------------------------- |
| 第一张   | 《72小姐》 | EP       | 天娱传媒 | 2012-07-19 | 曲目 1. 飞【MV】 2. 误以为爱情【MV】 3. 72小姐 4. 女孩学摇滚 5. 眼泪太年轻 |

## 影视作品

### 电视剧
| 首播时间      | 电影名称         | 扮演角色 | 合作艺人               |
| ------------- | ---------------- | -------- | ---------------------- |
| 2012年8月27日 | 《童话二分之一》 | 客串     | 李俊赫、张钧宁、朱梓骁 |

### 电影
| 上映时间      | 电影名称       | 扮演角色 | 导演 | 合作艺人           |
| ------------- | -------------- | -------- | ---- | ------------------ |
| 2014年5月16日 | 《第一眼爱情》 | 陈美丽   | 李妮 | 陈志朋、何琳、黄觉 |
| 2016年5月6日  | 《妄想症》     | 辰       | 彭發 | 周柏豪             |

### 微电影
| 上映时间       | 微电影名称             | 扮演角色 | 导演 | 合作艺人 |
| -------------- | ---------------------- | -------- | ---- | -------- |
| 2011年11月29日 | 《不死的青春之梦游症》 | 洪辰     | 周楠 | 柴格     |

## 其他作品

### 个人演唱
- 2012年8月12日， 北京 “Vee.live-洪辰”个人演唱会
- 2016年10月23日， 北京 “界之無界－洪辰”个人演唱会

### 快女巡演
1. 2012-01-01，海南海口 海南体育场举办“2011快乐女声BabySister全国巡回演唱会—海口站”
2. 2011-11-05，浙江杭州 杭州体育馆举办“2011快乐女声BabySister全国巡回演唱会—杭州站”
3. 2011-11-12，江苏扬州 扬州体育馆举办“2011快乐女声BabySister全国巡回演唱会—扬州站”
4. 2011-11-19，江苏常州 常州体育馆举办“2011快乐女声BabySister全国巡回演唱会—常州站”
5. 2011-12-03，北京 北京人工体育场举办“2011快乐女声BabySister全国巡回演唱会—北京站”
6. 2011-12-10，广东深圳 宝安体育馆举办“2011快乐女声BabySister全国巡回演唱会—深圳站”
7. 2011-12-17，云南昆明 新亚洲体育场举办“2011快乐女声BabySister全国巡回演唱会—昆明站”
8. 2011-12-25，山东潍坊 潍坊体育馆举办“2011快乐女声BabySister全国巡回演唱会—潍坊站”

### 大型晚会
- 2011湖南卫视跨年晚会
- 2012湖南卫视跨年晚会
- 2013湖南卫视跨年晚会
- 2013中央电视台《2013十大新锐歌手》群星演唱会

### 综艺节目
受邀参加的电视节目
1. 湖南卫视《2013快乐男声》《一生一世合家欢》《天天向上》《想唱就唱》《挑战麦克风》《帮助微力量》《平安2012》《快乐大本营》《快乐女声》《天下女人》《少年成长说》《智勇大冲关》
2. CCTV-15《音为有你》

%CCTV-3《天天把歌唱》《中国正在听》
1. 青海卫视《时尚家居》《花儿朵朵》《时尚旅游》
2. 湖北卫视《我爱我的祖国》
3. 深圳卫视《年代秀》
4. 广西卫视《挑战名人墙》
5. 山东卫视《歌声传奇》
6. 旅游卫视《音乐心旅程》《美丽俏佳人》
7. 辽宁卫视《天才童声》
8. 光线传媒《奥运大郭饭》《音乐风云榜》
9. 江苏卫视《绝对唱响》
10. 东方卫视《明星学院》
11. 四川卫视《中国爱歌会》
12. 云南卫视《音乐现场》
13. 宁夏卫视《今夜女人帮》
14. 爱奇艺网《爱够了没》
15. 浙江卫视《我爱记歌词》
16. 韩国KBS《SHOW ! 亚洲之星》